# Hemibagrus furcatus
Hemibagrus furcatus is een straalvinnige vissensoort uit de familie van de stekelmeervallen (Bagridae). De wetenschappelijke naam van de soort is voor het eerst geldig gepubliceerd in 2000 door Ng, Martin-Smith & Ng.